# Festival du film francophone d'Angoulême
Het Festival du film francophone d’Angoulême (vrij vertaald: Festival van de Franstalige film van Angoulême) is een filmfestival dat sinds 2008 jaarlijks wordt gehouden tijdens de laatste week van augustus in de Franse stad Angoulême. Op het festival worden 6 prijzen, "Valois" genaamd, uitgereikt: de Valois d'Or voor beste film, de Valois voor beste regie, beste acteur, beste actrice, beste scenario en de Valois van het publiek. De Valois Magelis wordt gekozen door de studenten van filmscholen uit de regio Poitou-Charentes, korte animatiefilms komen in aanmerking voor de Valois René Laloux.

## Winnaars

### Valois voor beste film (Valois d'Or)
| Jaar | Winnaar                            | Regisseur              | Land                   |
| ---- | ---------------------------------- | ---------------------- | ---------------------- |
| 2008 | Mascarades                         | Lyes Salem             | Algerije               |
| 2009 | C'est pas moi, je le jure!         | Philippe Falardeau     | Canada                 |
| 2010 | Illégal                            | Olivier Masset-Depasse | België                 |
| 2011 | La guerre est déclarée             | Valérie Donzelli       | Frankrijk              |
| 2012 | Catimini                           | Nathalie Saint-Pierre  | Canada                 |
| 2013 | Les garçons et Guillaume, à table! | Guillaume Gallienne    | Frankrijk              |
| 2014 | Hippocrate                         | Thomas Lilti           | Frankrijk              |
| 2015 | Much Loved                         | Nabil Ayouch           | Frankrijk/ Marokko     |
| 2016 | Ma vie de Courgette                | Claude Barras          | Frankrijk/ Zwitserland |

### Valois voor beste regie
| Jaar | Winnaar                         | Regisseur                        | Land              |
| ---- | ------------------------------- | -------------------------------- | ----------------- |
| 2008 | Home                            | Ursula Meier                     | Zwitserland       |
| 2009 | Paniek in het dorp              | Stéphane Aubier en Vincent Patar | België            |
| 2010 | Nom des gens                    | Michel Leclerc                   | Frankrijk         |
| 2011 | L'Exercice de l'État            | Pierre Schöller                  | Frankrijk         |
| 2012 | La Pirogue                      | Moussa Touré                     | Senegal           |
| 2013 | La vie domestique Mort à vendre | Isabelle Czajka Faouzi Bensaïdi  | Frankrijk Marokko |
| 2014 | Hope                            | Boris Lojkine                    | Frankrijk         |
| 2015 | Je ne suis pas un salaud        | Emmanuel Finkiel                 | Frankrijk         |
| 2016 | Mercenaire                      | Sacha Wolff                      | Frankrijk         |

### Valois voor beste acteur
| Jaar | Winnaar                                 | Film                     | Land             |
| ---- | --------------------------------------- | ------------------------ | ---------------- |
| 2008 | Maxime Dumontier                        | Tout est parfait         | Canada           |
| 2009 | Julien Courbey                          | Orpailleur               | Frankrijk        |
| 2010 | Youssouf Djaro                          | Un homme qui crie        | Tsjaad           |
| 2011 | Philippe Torreton                       | Présumé Coupable         | Frankrijk        |
| 2012 | Khaled Benaissa                         | Le Repenti               | Algerije         |
| 2013 | Alexandre Landry                        | Gabrielle                | Canada           |
| 2014 | Lyes Salem                              | L'Oranais                | Algerije         |
| 2015 | Nicolas Duvauchelle                     | Je ne suis pas un salaud | Frankrijk        |
| 2016 | Sébastien Houbani Antoine Olivier Pilon | Noces 1:54               | Frankrijk Canada |

### Valois voor beste actrice
| Jaar | Winnaar                          | Film                              | Land           |
| ---- | -------------------------------- | --------------------------------- | -------------- |
| 2008 | Yolande Moreau                   | Séraphine                         | België         |
| 2009 | Jacky Tavernier                  | Orpailleur                        | Guinee         |
| 2010 | Samia Mezziane                   | Le voyage à Alger                 | Algerije       |
| 2011 | Nadine Labaki Madeleine Peloquin | Balle perdue Pour l'amour de Dieu | Libanon Canada |
| 2012 | Adila Bendimered                 | Le Repenti                        | Algerije       |
| 2013 | Sara Forestier                   | Suzanne                           | Frankrijk      |
| 2014 | Sandrine Kiberlain               | Elle l'adore                      | Frankrijk      |
| 2015 | Loubna Abidar                    | Much Loved                        | Marokko        |
| 2016 | Lina El Arabi                    | Noces                             | Frankrijk      |

### Valois voor beste scenario
| Jaar | Winnaar              | Regisseur      | Land   |
| ---- | -------------------- | -------------- | ------ |
| 2015 | Je suis à toi        | David Lambert  | België |
| 2016 | Les Mauvaises Herbes | Louis Bélanger | Canada |

### Valois van het publiek
| Jaar | Winnaar                            | Regisseur           | Land      |
| ---- | ---------------------------------- | ------------------- | --------- |
| 2008 | Borderline                         | Lyne Charlebois     | Canada    |
| 2009 | L'Homme de chevet                  | Alain Monne         | Frankrijk |
| 2010 | Nom des gens                       | Michel Leclerc      | Frankrijk |
| 2011 | Présumé Coupable                   | Vincent Garenq      | Frankrijk |
| 2012 | La Pirogue                         | Moussa Touré        | Senegal   |
| 2013 | Les garçons et Guillaume, à table! | Guillaume Gallienne | Frankrijk |
| 2014 | Discount                           | Louis-Julien Petit  | Frankrijk |
| 2015 | La passion d'Augustine             | Léa Pool            | Canada    |
| 2016 | Les Mauvaises Herbes               | Louis Bélanger      | Canada    |

### Valois Magelis
| Jaar | Winnaar              | Regisseur          | Land      |
| ---- | -------------------- | ------------------ | --------- |
| 2009 | Rien de personnel    | Mathias Gokalp     | België    |
| 2010 | Les signes vitaux    | Sophie Deraspe     | Canada    |
| 2011 | Pour l'amour de Dieu | Micheline Lanctôt  | Canada    |
| 2012 | Mobile Home          | François Pirot     | België    |
| 2013 | Gabrielle            | Louise Archambault | Canada    |
| 2014 | Hope                 | Boris Lojkine      | Frankrijk |
| 2015 | Je suis à toi        | David Lambert      | België    |
| 2016 | 1:54                 | Yan England        | Canada    |